# Wanda Wylowa
Wanda Wylowa (* 1973 in Zürich, bürgerlicher Name Wanda Ladina Vyslouzilova) ist eine Schweizer Schauspielerin und Sprecherin.

## Biografie
Wanda Wylowa wuchs in Zürich auf und schloss die Zürcher Hochschule der Künste im Fachbereich Theater ab. Sie gehört der freien Theatergruppe 400asa an.
Von 2017 bis 2019 hatte sie eine durchgehende Rolle in der Serie Seitentriebe von Güzin Kar.
Ihr Leinwanddebüt gab sie im Jahr 2001 in Mathieu Seilers Das Orgienhaus. Ihren ersten Fernsehauftritt hatte sie mit der Rolle der Irina in der Schweizer TV-Soap Lüthi und Blanc; es folgten der Kinofilm Ferienfieber, in dem sie die Ehefrau von Beat Schlatter spielte, und weitere TV- und Kinofilme wie der Tatort Geburtstagskind, Der Polder von Samuel Schwarz oder Strangers von Lorenz Suter, ausserdem Die fruchtbaren Jahre sind vorbei von Natascha Beller und Da notte los Gatos son Pardos, der am Filmfestival Locarno ausgezeichnet wurde. Daneben arbeitet sie in Theaterproduktionen wie Traumfraumutter oder 2 Engel für Harry. Sie arbeitet regelmässig mit dem feministischen Kollektiv „der grosse tyrann“. Bei Maison du Futur arbeitet sie als Moderatorin von Podcasts und anderen Audioformaten. In Hörspielen vom SRF spricht sie immer wieder unterschiedliche Rollen. Regelmässig ist sie in Das Grauen zu hören sowie in Schweizer Radio- und TV-Werbungen.

## Auszeichnungen
- 1998 Radiopreis der Zürcher Radiostiftung für das Hörspiel RöstiBlitz 400asa (zusammen mit Udo Israel)
- 2000 ZKB Förderpreis 400asa am Theaterspektakel Zürich
- 2015 Schweizer Fernsehfilmpreis in der Kategorie Beste weibliche Nebenrolle in Der Hamster[2]
- 2016 Méliès d’argent für POLDER am SCIENCE+FICTION - FESTIVAL INTERNAZIONALE DELLA FANTASCIENZA in Trieste
- 2016 BAK-Theaterpreis für 400asa für zeitgenössisches Storytelling (Bundesamt für Kultur)[3]
- 2022 First Look Award Filmfest Locarno für De Noche los Gatos son Pardos[4]
- 2023 Anerkennungspreis der Stadt Zürich.[5]
- 2024 Prix Walo für das Zwei-Frauen-Stück 2 Engel für Harry

## Theater (Auswahl)
(Quelle: castforward)
- Italienische Nacht/ Horvath/ R: S. Schwarz/ Zürich, Bern, Frankfurt, Leipzig, Berlin
- Die Dreigroschenoper / Brecht/ R: Herbert Wernicke/ Schauspielhaus Zürich
- Die Macht der Gewohnheit/ Bernhard/ R: H. Clemen/ Schauspielhaus Zürich
- Die Möve/ Tschechow/R: D. Karasek/ Schauspielhaus Zürich
- Kanon für geschlossene Gesellschaft/ Häusermann/R: Häusermann/AlteResidenztheater, München
- August 02/ Bärfuss/R: S. Schwarz/ Expo-Hauptbühne Biel, Live-TV-Uebertragung auf SFDRS, TSR, TSI
- Bezahlt wird nicht/Fo /R: M. Matter/ Schlachthaus Bern, Schauspielhaus Zürich
- Andorra/Frisch/R:S:Schwarz/Stadttheater Basel, Krakau(PL), Kopenhagen(D)
- Hybrid/400asa/400asa/Gerssneralee Zürich, Rote Fabrik, Aktionshalle
- Wilhelm Tell/Schiller/R:S:Schwarz/Stadttheater St,Gallen, Baden
- Copyshop Europa/Zulauf/R:T. Zulauf/Gessneralee Zürich
- Der Sender, Zulauf/Kollektiv 400asa/ Messagesalon Zürich
- weitere Stücke mit Kraur, Michel Schröder, Doris Strütt und vielen mehr

## Filmografie
(Quelle: castforward)

### Spielfilme
- 2001: Das Orgienhaus
- 2001: Für oder Flamme (Fernsehfilm)
- 2002: Piff Paff Puff, Langstrassen Ganoven
- 2004: Ferienfieber
- 2005: Mein Name ist Eugen
- 2011: Altes Haus
- 2011: Mord hinterm Vorhang
- 2012: Der Teufel von Mailand (Fernsehfilm)
- 2013: Tatort – Geburtstagskind (Fernsehfilm)
- 2015: Der Hamster (Fernsehfilm)
- 2015: Polder
- 2016: Strangers
- 2019: Die fruchtbaren Jahre sind vorbei
- 2022: De noche los Gatos son pardos

### Serien
- 2003: Lüthi und Blanc
- 2011: Best Friends
- 2014: Der Bestatter (eine Folge)
- 2018–2019: Seitentriebe
- 2020: Advent Advent
- 2023 Neumatt Staffel 3

### Kurzfilme
- 2006: Das Licht im Kopf
- 2006: Deadog
- 2006: Studer
- 2006: Prima Vera
- 2006: Block
- 2014: King (Regie: Jan-Eric Mack)
- 2021: Der Frau ein Wolf
- 2021: Deville Spots
- 2022 Playing Circles hidden Trains
- 2023 Ereignisse am Ende der Welt
- 2023  Autostaat
- 2023    1:10